# هربرت غيليس واتسون
هربرت غيليس واتسون (بالإنجليزية: Herbert Gilles Watson)‏ هو طيار أسترالي ونيوزيلندي، ولد في 30 مارس 1889 في Caversham, New Zealand ‏ في نيوزيلندا، وتوفي في 29 مارس 1942 في فيكتوريا في أستراليا.